# Вознесенка (Родинский район)
Вознесенка — село в Родинском районе Алтайском крае. Входит в состав Центрального сельсовета.

## История
Основано в 1885 году. В 1928 году село Вознесенское состоял из 959 хозяйств, основное население — русские. Центр Вознесенского сельсовета Родинского района Славгородского округа Сибирского края. По состоянию на февраль 2024 года осталось около 30 жилых дворов, население не более 60 человек..

## Население
| 1926 | 1997 | 1998 | 1999 | 2000 | 2001 | 2002 |
| ---- | ---- | ---- | ---- | ---- | ---- | ---- |
| 5156 | ↘681 | ↘676 | ↘673 | ↘659 | ↘652 | ↘644 |
| 2003 | 2004 | 2005 | 2006 | 2007 | 2008 | 2009 |
| ↘616 | ↘578 | ↘575 | ↘574 | ↘543 | ↘506 | ↘485 |
| 2010 | 2011 | 2012 | 2013 |      |      |      |
| ↘440 | ↘436 | ↘409 | ↘394 |      |      |      |